# 千葉祐士
千葉 祐士（ちば ますお、1971年9月13日 - ）は、日本の経営者。株式会社門崎 代表取締役。通称「肉おじさん」。行動指針は、「一関と東京を食でつなぐ」「岩手を世界に届ける」。

## 略歴
岩手県一関市、牛の目利きを生業とする家に生まれる。1994年、東北学院大学経済学部商学科卒業。1999年、焼き肉店「格之進」1号店を開業。実家の牧場で肥育する牛を提供し人気店に。
2006年、東京都練馬区に格之進TOKYOを開業。2008年10月、株式会社門崎を設立。2010年、六本木に格之進Rを開業。2014年、肉屋格之進F（六本木アークヒルズ）開業。2015年、格之進Rt（代々木八幡）を開業。現在では、岩手県、東京都、山梨県に計13店舗を展開。
開店当初は「黒毛和牛」を看板にしていたが、2005年、故郷の地名をつけた「いわて門崎丑（かんざきうし）」というブランドを立ち上げた。
2014年 - 2016年、日本最大級の肉の祭典「肉フェス」で4回連続総合優勝を達成し、2016年には殿堂入りを果たした。
『熟成肉』や『塊焼き』や『うにく』など新たなお肉のムーブメントを巻き起こしている。
日本の食文化の基盤を強固にし、育み、発信することを目的として活動を行う「全日本・食学会」 の肉料理部会分科会である「肉肉学会」 を主宰し、農林水産省および見識者と共に肉の可能性について探求している。
現在は「門崎熟成肉」の牛肉販売、卸・食品加工、都内および岩手の店舗運営、飲食店運営サポート事業、牛肉の啓蒙活動を行う。

## テレビ出演
- 日経スペシャル カンブリア宮殿 熟成技術で絶品肉を作り出す肉おじさん！ 田舎の畜産農家を救う牛肉革命（2017年3月16日、テレビ東京）[3]

## 著書
- 『日本の宝・和牛の真髄を食らい尽くす 熟成・希少部位・塊焼き』（2015年10月22日、講談社+α新書）ISBN 9784062729154